# Monotropastrum sciaphilum
Monotropastrum sciaphilum är en ljungväxtart som först beskrevs av H. Andres, och fick sitt nu gällande namn av G.D. Wallace. Monotropastrum sciaphilum ingår i släktet Monotropastrum och familjen ljungväxter. Inga underarter finns listade i Catalogue of Life.